# Wyoming
Wyoming (pronunciado /wayóming/) es uno de los cincuenta estados que, junto con Washington D. C., forman los Estados Unidos. Su capital y ciudad más poblada es Cheyenne (63 335 habitantes en 2015). Está ubicado en la región Oeste del país, en el sector de las Montañas Rocosas, limitando al norte con Montana, al este con Dakota del Sur y Nebraska, al sur con Colorado, al suroeste con Utah y al oeste con Idaho.
Con 586 107 habitantes en 2015 es el estado menos poblado, con 253 470 km² el décimo más extenso —por detrás de Alaska, Texas, California, Montana, Nuevo México, Arizona, Nevada, Colorado y Oregón— y con 2,2 hab/km² el segundo menos densamente poblado, por detrás de Alaska. Fue admitido en la Unión el 10 de julio de 1890, como el estado número 44. Con una tasa de 449 empleados por cada 10 000 habitantes, es el estado con mayor proporción de empleo público no federal del país.
Dos tercios del territorio oeste están cubiertos, mayormente, por las sierras y montañas de las Montañas Rocosas, mientras que el resto este del estado son praderas de grandes alturas sobre el nivel del mar conocidas como High Plains. Casi la mitad de la tierra de Wyoming es propiedad del gobierno estadounidense, haciendo de Wyoming el sexto estado con mayor número de acres en manos del gobierno federal. Estas tierras federales incluyen dos parques nacionales —Grand Teton y Yellowstone—, dos áreas recreativas nacionales, dos monumentos nacionales, así como varios bosques nacionales, sitios históricos, zonas de pescas y áreas protegidas para la vida silvestre.
Las crow, arapajó, lakota y shoshón son algunos de los pobladores originales de la región. La región suroeste del estado formaba parte del Imperio español y posteriormente de México, hasta que fue cedido a los Estados Unidos en 1848 como resultado de la invasión estadounidense en México. 
La industria de extracción de minerales —especialmente carbón, petróleo, gas natural y trona— junto con el turismo son los principales motores de la economía de Wyoming. La agricultura ha sido históricamente un importante componente de la economía del estado. El clima es generalmente semiárido y continental, siendo más seco y con más vientos que el resto de los Estados Unidos, con temperaturas extremas comunes.

## Topónimo
El topónimo en inglés es Wyoming (pronunciación en inglés: /ˌwaɪˈoʊmɪŋ/ (escucharⓘ)).
La región adquirió el nombre de Wyoming cuando un proyecto de ley fue introducido al Congreso en 1865 para proveer «un gobierno temporal al territorio de Wyoming». El territorio fue nombrado por el Valle de Wyoming en Pensilvania, siendo el nombre derivado de la palabra xwé:wamənk, en idioma munsee, que significa «en el gran río plano».

## Geografía

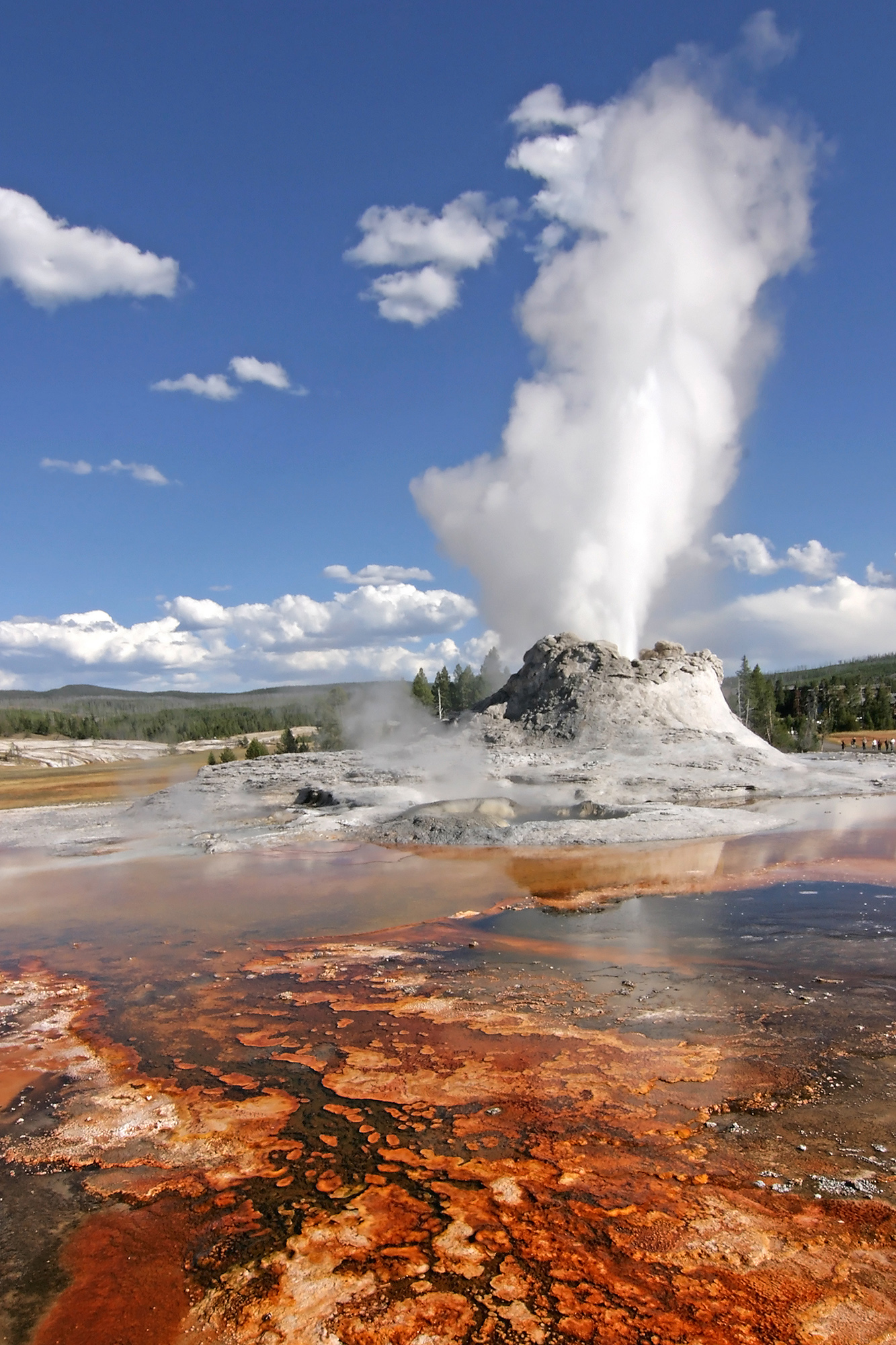
Géiser en el parque nacional de Yellowstone.

En Wyoming, la región de las Grandes Llanuras se topa con las montañas Rocosas. El estado es una gran meseta atravesada por varias cadenas montañosas: en el noroeste, las cordilleras Absaroka, Owl Creek, Gros Ventre, Wind River y Teton; en el norte central, las montañas Big Horn; en el noreste, las Colinas Negras; y en la región sur, las montañas Laramie, Medicine Bow y la Sierra Madre.
El nombre de la capital se debe a que por el estado pasa el río Cheyenne, que también le dio nombre a una tribu de indios de esa zona.

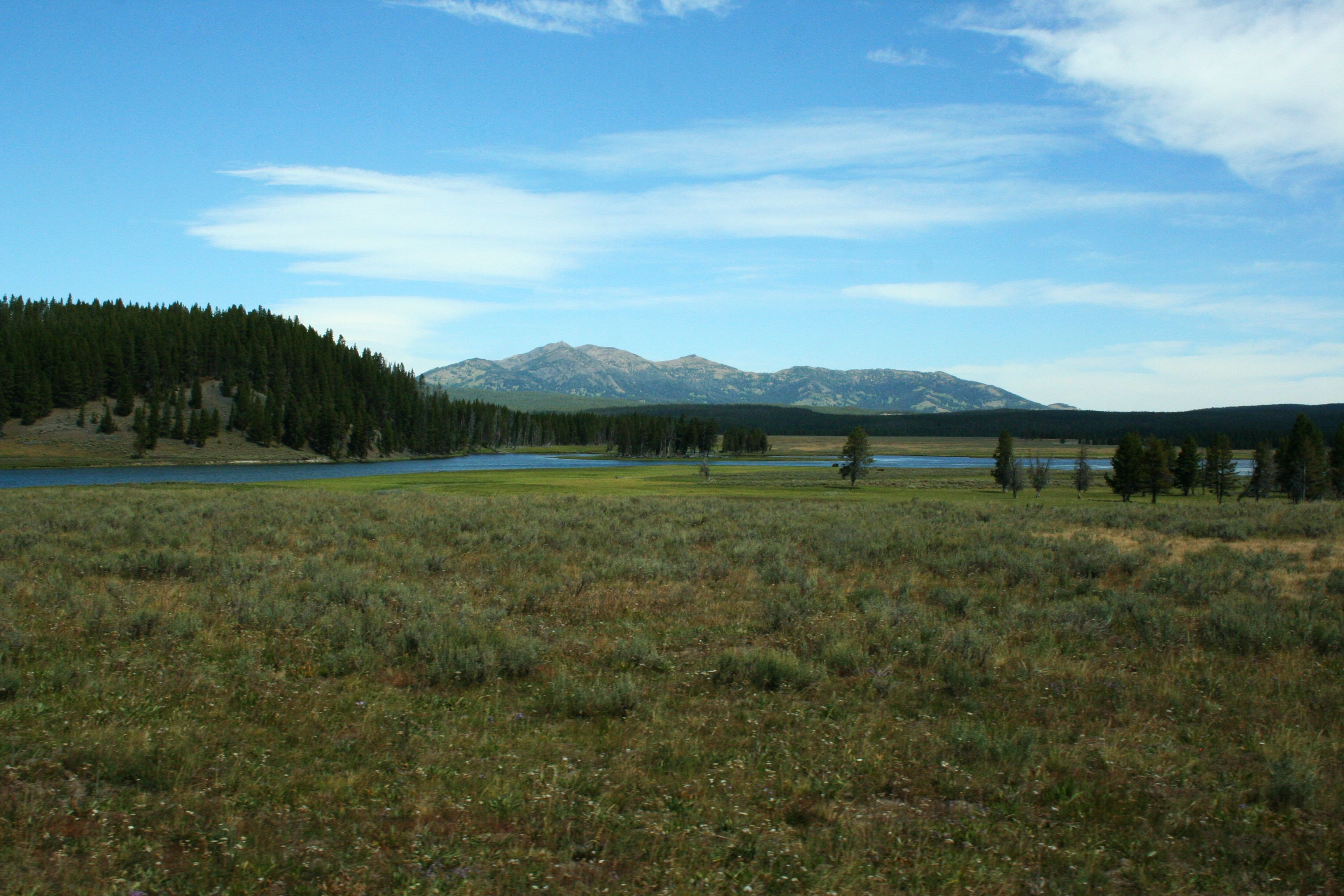
Wyoming es rico en espacios naturales

La cordillera Nevada de la zona sur central es una extensión de las montañas Rocosas de Colorado, tanto geológicamente como de apariencia. La cordillera Wind River, en la zona oeste central, es la más alejada e incluye el pico Gannett (4207 m), la cima más alta del estado. Las montañas Big Horn, en la zona norte central, están separadas de la masa montañosa de las montañas Rocosas.
La cordillera Teton, en el noroeste, se extiende unos 80 km, y representa la sección montañosa más impresionante del estado, destacando el Grand Teton, la segunda cima más alta de Wyoming y del parque nacional Grand Teton, que comprende la sección más apreciable de la cordillera.
Wyoming es un estado árido; la mayoría del suelo recibe menos de 10 pulgadas (250 mm) de agua de lluvia anual, por lo que el terreno no se presta para la agricultura. La cría de ganado es realizada especialmente cerca de las zonas montañosas. Por su territorio pasa la divisoria continental de América.

### Condados
El estado de Wyoming tiene 23 condados.
| Condados de Wyoming ordenados por la población en 2005 | Condados de Wyoming ordenados por la población en 2005 | Condados de Wyoming ordenados por la población en 2005 | Condados de Wyoming ordenados por la población en 2005 | Condados de Wyoming ordenados por la población en 2005 | Condados de Wyoming ordenados por la población en 2005 | Condados de Wyoming ordenados por la población en 2005 |
| Localización                                           | Posición                                               | Condado                                                | Población                                              | Posición                                               | Condado                                                | Población                                              |
| ------------------------------------------------------ | ------------------------------------------------------ | ------------------------------------------------------ | ------------------------------------------------------ | ------------------------------------------------------ | ------------------------------------------------------ | ------------------------------------------------------ |
|                                                        | 1                                                      | Condado de Laramie                                     | 85 163                                                 | 13                                                     | Condado de Converse                                    | 12 766                                                 |
| 2                                                      | Condado de Natrona                                     | 69 799                                                 | 14                                                     | Condado de Goshen                                      | 12 243                                                 |                                                        |
| 3                                                      | Condado de Sweetwater                                  | 37 975                                                 | 15                                                     | Condado de Big Horn                                    | 11 333                                                 |                                                        |
| 4                                                      | Condado de Campbell                                    | 37 405                                                 | 16                                                     | Condado de Platte                                      | 8 619                                                  |                                                        |
| 5                                                      | Condado de Fremont                                     | 36 491                                                 | 17                                                     | Condado de Washakie                                    | 7 933                                                  |                                                        |
| 6                                                      | Condado de Albany                                      | 30 890                                                 | 18                                                     | Condado de Johnson                                     | 7 721                                                  |                                                        |
| 7                                                      | Condado de Sheridan                                    | 27 389                                                 | 19                                                     | Condado de Sublette                                    | 6 926                                                  |                                                        |
| 8                                                      | Condado de Park                                        | 26 664                                                 | 20                                                     | Condado de Weston                                      | 6 671                                                  |                                                        |
| 9                                                      | Condado de Uinta                                       | 19 939                                                 | 21                                                     | Condado de Crook                                       | 6 182                                                  |                                                        |
| 10                                                     | Condado de Teton                                       | 19 032                                                 | 22                                                     | Condado de Hot Springs                                 | 4 537                                                  |                                                        |
| 11                                                     | Condado de Lincoln                                     | 15 999                                                 | 23                                                     | Condado de Niobrara                                    | 2 286                                                  |                                                        |
| 12                                                     | Condado de Carbon                                      | 15 331                                                 | Total Wyoming                                          | Total Wyoming                                          | 509 294                                                |                                                        |

### Ciudades y localidades
Las principales ciudades de Wyoming se recogen en el cuadro adjunto.

## Historia
Originalmente, antes de la llegada de los europeos, habitaban en el área ocupada por el actual estado diferentes tribus como los crow, los arapaho, los lakota o los shoshone. A partir del siglo XVIII, el suroeste de la región formó parte del Imperio español y posteriormente del territorio mexicano de Alta California hasta que fue incorporado por Estados Unidos en 1848 al finalizar la intervención estadounidense en México. A finales de dicho siglo muchos cazadores francocanadienses llegaron al lugar, entre los que destacaron Jacques La Ramée (1784-1821) y Toussaint Charbonneau (1767-1843); este último, casado con la indígena shoshone Sacagawea (1788-1812), guio a John Colter (1774-1812), miembro de la expedición de Lewis y Clark, a conocer la zona. Colter fue el primero que describió el parque de Yellowstone.
En 1812, Robert Stuart y un grupo de cinco hombres que regresaban de Astoria (Oregón) descubrieron el paso sur, que posteriormente seguiría la senda de Oregón. En 1850, Jim Bridger encontró el que es conocido como paso Bridger, que usó el ferrocarril Union Pacific en 1868. 
Después de que el citado ferrocarril llegase a Cheyenne en 1867, la población de la región comenzó a aumentar, y a explotar las minas de cobre de la sierra Madre Range. 
El parque nacional de Yellowstone se creó en 1872, siendo el primer parque nacional del mundo. 
El 10 de diciembre de 1869, el gobernador del territorio, John Allen Campbell extendió el sufragio, hasta entonces masculino, a las mujeres, haciendo de Wyoming el primer territorio del país en tener ese derecho. 
Wyoming fue también pionero en atraer mujeres a la política.
Wyoming también es el lugar donde tuvo lugar la guerra del condado de Johnson (1892), entre grupos competidores de rancheros.
Exceptuando las elecciones de 1964, Wyoming ha sido un estado políticamente conservador desde la década de 1950, con el Partido Republicano ganando todas las elecciones presidenciales en el estado desde entonces.

## Demografía

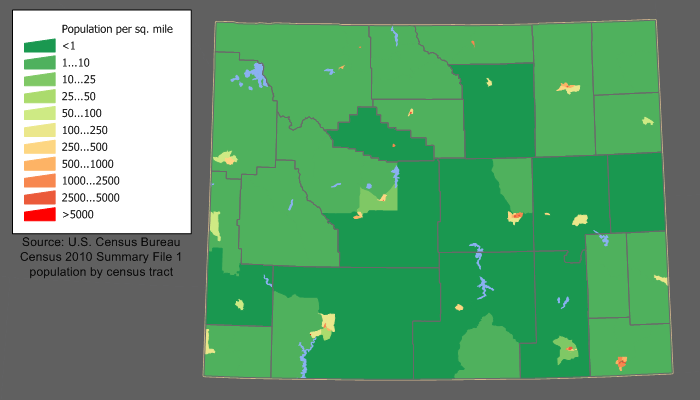
Densidad de población en Wyoming. Con algo más de medio millón de habitantes en 2013, Wyoming es el estado menos poblado del país.

Actualmente el estado de Wyoming cuenta con una población de 515 004 personas, de los cuales:
- El 88% son blancos (europeos o descendientes de europeos).
- El 6,9% son latinoamericanos (entre los que predominan los mexicanos).
- El 0,7% son afroamericanos.
- El 0,9% son asiáticos.

- El resto lo conforman personas de otras etnias.

La población de origen latinoamericano es la de más rápido crecimiento, debido a la alta tasa de crecimiento de las familias hispanoamericanas, y a la inmigración.[cita requerida]

## Clima

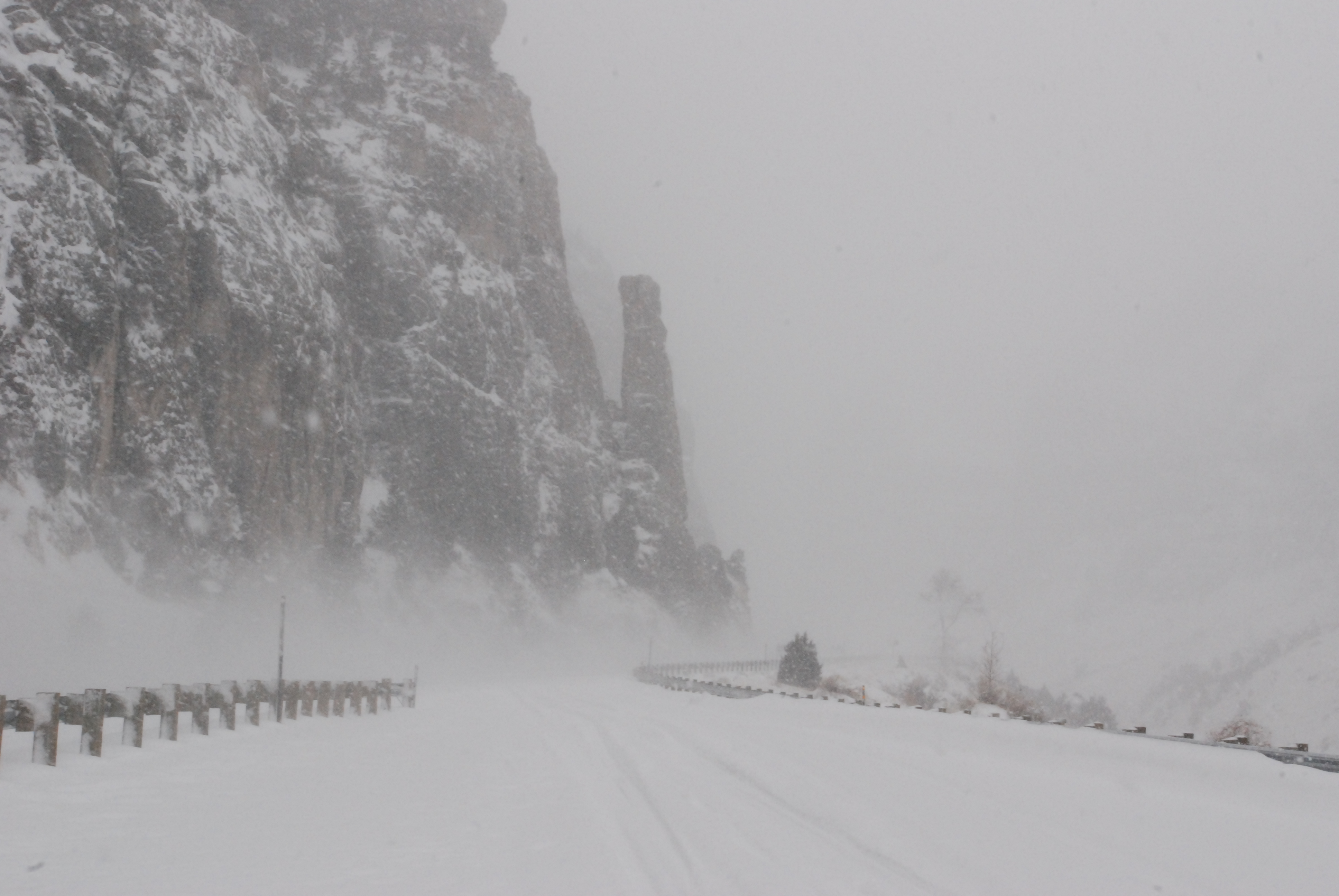
Cañón del río Wind, en enero de 2008. El clima de Wyoming en invierno puede resultar duro.

El clima es frío, seco y ventoso en comparación con el resto de los Estados Unidos; esto se debe a la topografía. Los veranos son cálidos teniendo altas temperaturas en julio promediándose entre 29 °C y 35 °C en la mayoría del estado. Con una elevación en aumento; sin embargo este promedio decae rápidamente en lugares que se encuentran sobre los 2700 m, promediándose aquí alrededor de los 21 °C. Las noches de verano a través del estado se caracterizan por un enfriamiento rápido incluso en los lugares más calientes promediándose entre el rango de 10-14 °C por la noche.
En la mayoría del estado, durante la tardía primavera y el verano prematuro es cuando la precipitación tiende a caer. Los inviernos son fríos, pero varían con periodos de frío extremo entre los periodos gentiles, con los vientos Chinook proveyendo temperaturas inusualmente cálidas en algunos lugares.

## Economía

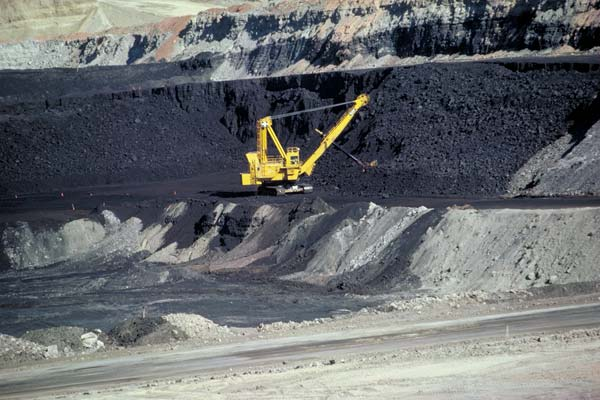
Una mina de carbón en Wyoming. El estado es el mayor productor de carbón de todo Estados Unidos.

De acuerdo al reportaje de análisis económico Bureau de Estados Unidos, el producto geográfico bruto fue de 27,4 miles de millones de dólares. En enero de 2010, el desempleo del estado llegó a 7,6%.
Los componentes de su economía difieren significativamente de los de otros estados. Sus ejes son la minería y el turismo. El gobierno federal es dueño de un 50% de sus tierras, mientras que un 6% es controlado por el estado. El total de la contribución del sector de minería llegaron a 6700 millones de dólares. La industria del turismo logró acumular sobre dos mil millones en ganancias para el estado.
En 2002 más de seis millones de personas visitaron sus monumentos y parques nacionales, como el parque nacional de Grand Teton, el parque nacional Yellowstone, el monumento nacional de la Torre del Diablo y el monumento nacional de Fossil Butte. Cada año el parque nacional Yellowstone, el primer parque nacional creado en el mundo, recibe tres millones de visitantes.
Históricamente, la agricultura había sido un importante componente en su economía. Su importancia actual en la economía estatal se ha desvanecido. Sin embargo, la agricultura sigue siendo una parte esencial de su cultura y su estilo de vida. Más del 91% de su tierra es clasificada como rural.

## Cultura

### Religión
La Iglesia bautista con 80 421 miembros es la más representativa de Wyoming. Le sigue la Iglesia metodista con 47 129 miembros. La Iglesia católica cuenta con 31 101 miembros.
Religión en 2018
- Protestantes 57%
- Católicos 14%
- Otras religiones 3%
- Sin religión 26%

### Deporte
Debido a su escasa población, Wyoming carece de grandes equipos deportivos profesionales; los Wyoming Mustangs, un equipo de fútbol americano indoor con sede en Gillette que comenzó a jugar en 2021, es el único equipo profesional del estado. 
Sin embargo, los Cowboys y Cowgirls de la Universidad de Wyoming -sobre todo los equipos de fútbol americano y baloncesto- son bastante populares; sus estadios en Laramie están a unos 2200 m (7217′ 10″) sobre el nivel del mar, los más altos de la División I de la NCAA.

## Educación
Tiene ocho colegios: Casper College, Central Wyoming College, Eastern Wyoming College, Laramie County Community College, Northwest College, Sheridan College, Western Wyoming Community College, Wyoming Technical Institute.
La Universidad de Wyoming en Laramie es la única universidad del Estado Federal.